# Villefranche-sur-Cher
Villefranche-sur-Cher és un municipi francès, situat al departament del Loir i Cher i a la regió de Centre – Vall del Loira. L'any 2007 tenia 2.614 habitants.

## Demografia

### Població
El 2007 la població de fet de Villefranche-sur-Cher era de 2.614 persones. Hi havia 1.100 famílies, de les quals 300 eren unipersonals (152 homes vivint sols i 148 dones vivint soles), 432 parelles sense fills, 316 parelles amb fills i 52 famílies monoparentals amb fills.
La població ha evolucionat segons el següent gràfic:
Habitants censats

### Habitatges
El 2007 hi havia 1.336 habitatges, 1.099 eren l'habitatge principal de la família, 142 eren segones residències i 95 estaven desocupats. 1.264 eren cases i 64 eren apartaments. Dels 1.099 habitatges principals, 916 estaven ocupats pels seus propietaris, 162 estaven llogats i ocupats pels llogaters i 21 estaven cedits a títol gratuït; 12 tenien una cambra, 68 en tenien dues, 245 en tenien tres, 357 en tenien quatre i 417 en tenien cinc o més. 576 habitatges disposaven pel capbaix d'una plaça de pàrquing. A 483 habitatges hi havia un automòbil i a 500 n'hi havia dos o més.

### Piràmide de població
La piràmide de població per edats i sexe el 2009 era:
| Homes | Edats   | Dones |
| ----- | ------- | ----- |
| 0     | 95 o +  | 4     |
| 4     | 90 a 94 | 8     |
| 0     | 85 a 89 | 24    |
| 24    | 80 a 84 | 16    |
| 56    | 75 a 79 | 88    |
| 72    | 70 a 74 | 56    |
| 68    | 65 a 69 | 56    |
| 80    | 60 a 64 | 48    |
| 52    | 55 a 59 | 52    |
| 76    | 50 a 54 | 68    |
| 120   | 45 a 49 | 120   |
| 76    | 40 a 44 | 96    |
| 80    | 35 a 39 | 108   |
| 116   | 30 a 34 | 76    |
| 60    | 25 a 29 | 52    |
| 80    | 20 a 24 | 60    |
| 80    | 15 a 19 | 40    |
| 96    | 10 a 14 | 76    |
| 72    | 5 a 9   | 96    |
| 40    | 0 a 4   | 60    |

## Economia
El 2007 la població en edat de treballar era de 1.642 persones, 1.141 eren actives i 501 eren inactives. De les 1.141 persones actives 1.026 estaven ocupades (541 homes i 485 dones) i 115 estaven aturades (62 homes i 53 dones). De les 501 persones inactives 243 estaven jubilades, 103 estaven estudiant i 155 estaven classificades com a «altres inactius».

### Ingressos
El 2009 a Villefranche-sur-Cher hi havia 1.129 unitats fiscals que integraven 2.680,5 persones, la mediana anual d'ingressos fiscals per persona era de 17.951 €.

### Activitats econòmiques
Dels 110 establiments que hi havia el 2007, 3 eren d'empreses extractives, 2 d'empreses alimentàries, 1 d'una empresa de fabricació d'elements pel transport, 6 d'empreses de fabricació d'altres productes industrials, 29 d'empreses de construcció, 33 d'empreses de comerç i reparació d'automòbils, 4 d'empreses de transport, 4 d'empreses d'hostatgeria i restauració, 1 d'una empresa d'informació i comunicació, 2 d'empreses financeres, 5 d'empreses immobiliàries, 4 d'empreses de serveis, 10 d'entitats de l'administració pública i 6 d'empreses classificades com a «altres activitats de serveis».
Dels 40 establiments de servei als particulars que hi havia el 2009, 1 era una oficina de correu, 1 una oficina bancària, 6 tallers de reparació d'automòbils i de material agrícola, 9 paletes, 6 guixaires pintors, 2 fusteries, 2 lampisteries, 3 electricistes, 1 empresa de construcció, 3 perruqueries, 2 restaurants, 3 agències immobiliàries i 1 saló de bellesa.
Dels 6 establiments comercials que hi havia el 2009, 1 era una botiga de més de 120 m², 2 fleques, 1 una fleca, 1 una peixateria i 1 una joieria.
L'any 2000 a Villefranche-sur-Cher hi havia 5 explotacions agrícoles.

## Equipaments sanitaris i escolars
El 2009 hi havia 1 farmàcia i 1 ambulància.
El 2009 hi havia 1 escola maternal i 2 escoles elementals.

## Poblacions més properes
El següent diagrama mostra les poblacions més properes.